# Acalypha pleiogyne
Acalypha pleiogyne é uma espécie de flor do gênero Acalypha, pertencente à família Euphorbiaceae.